# Dimidiochromis
Dimidiochromis is een geslacht van straalvinnige vissen uit de familie van de Cichlidae (Cichliden), dat voorkomt in het Malawimeer. Het geslacht is in 1989 beschreven door Eccles & Trewavas.

## Soorten
- Dimidiochromis compressiceps (Boulenger, 1908)
- Dimidiochromis dimidiatus (Günther, 1864)
- Dimidiochromis kiwinge (Ahl, 1926)
- Dimidiochromis strigatus (Regan, 1922)